# Robin Johnstone
Robin Talbot Johnstone (Ipswich, Suffolk, 6 d'agost de 1901 - Màlaga, 20 de febrer de 1976) va ser un remer anglès que va competir a començaments del segle xx.
El 1920 va prendre part en els Jocs Olímpics d'Anvers, on va guanyar la medalla de plata en la prova del vuit amb timoner del programa de rem. N'era el timoner.
Johnstone va estudiar a l'Eton College i a la Universitat de Cambridge. El 1920 fou el timoner de la tripulació de Cambridge a la Regata Oxford-Cambridge.